# Westerrönfeld
Westerrönfeld là một đô thị thuộc quận Rendsburg-Eckernförde, bang Schleswig-Holstein.